# Trungy
Trungy är en kommun i departementet Calvados i regionen Normandie i norra Frankrike. Kommunen ligger i kantonen Balleroy som ligger i arrondissementet Bayeux. År 2022 hade Trungy 212 invånare.

## Befolkningsutveckling
Antalet invånare i kommunen Trungy
Referens:INSEE